# غوردون غيفين
غوردون غيفين (بالإنجليزية: Gordon Giffin)‏ هو دبلوماسي أمريكي، ولد في 29 ديسمبر 1949 في سبرينغفيلد في الولايات المتحدة.

## وصلات خارجية
- غوردون غيفين على موقع إن إن دي بي (الإنجليزية)